# Бюракан
Бюракан (вірм. Բյուրական) — село в марзі Арагацотн, на заході Вірменії. Бюракан відомий тим, що тут розташована Бюраканська астрофізична обсерваторія. За 2 км на північ розташоване село Антарут, 2 км на північний захід — село Оргов та за 12 км на північний захід від міста Аштарака.
| Рік  | Чисельність | Чисельність |
| ---- | ----------- | ----------- |
| 1831 | 240         | [ 1 ]       |
| 1873 | 799         | [ 2 ]       |
| 1897 | 1354        | [ 1 ]       |

| Рік  | Чисельність | Чисельність |
| ---- | ----------- | ----------- |
| 1926 | 2123        | [ 1 ]       |
| 1939 | 2606        | [ 1 ]       |
| 1959 | 2435        | [ 1 ]       |

| Рік  | Чисельність | Чисельність |
| ---- | ----------- | ----------- |
| 1970 | 3185        | [ 1 ]       |
| 1979 | 3344        | [ 1 ]       |
| 1989 | 4558        | [ 3 ]       |

| Рік  | Чисельність | Чисельність |
| ---- | ----------- | ----------- |
| 2001 | 4312        | [ 1 ]       |
| 2011 | 4345        | [ 4 ]       |

| Рік  | Чисельність | Чисельність |
| ---- | ----------- | ----------- |
| 1831 | 240         | [ 1 ]       |
| 1873 | 799         | [ 2 ]       |
| 1897 | 1354        | [ 1 ]       |

| Рік  | Чисельність | Чисельність |
| ---- | ----------- | ----------- |
| 1926 | 2123        | [ 1 ]       |
| 1939 | 2606        | [ 1 ]       |
| 1959 | 2435        | [ 1 ]       |

| Рік  | Чисельність | Чисельність |
| ---- | ----------- | ----------- |
| 1970 | 3185        | [ 1 ]       |
| 1979 | 3344        | [ 1 ]       |
| 1989 | 4558        | [ 3 ]       |

| Рік  | Чисельність | Чисельність |
| ---- | ----------- | ----------- |
| 2001 | 4312        | [ 1 ]       |
| 2011 | 4345        | [ 4 ]       |